# Ко-фьорд
Ко-фьорд (норв. Kåfjorden, северносаам. Njoammelgohppi) — фьорд в муниципалитете Алта фюльке Финнмарк на севере Норвегии, является крайним юго-западным ответвлением Алта-фьорда.
Ко-фьорд вдаётся в берег на 8 км. Окружён горами высотой до 1 км. Начинается к юго-западу от Алты и тянется до Бурани. Максимальная глубина 40 м. Приливы величиной около 3 м.
Ко-фьорд пересекают два моста один у его вершины и ещё один (норв. Kåfjordbrua), строительство которого было завершено в 2013 году для оптимизации трассы Европейского маршрута E06, находится напротив населённого пункта Стреуменес.

## История
Во время Второй мировой войны в Ко-фьорде находилась военно-морская база немецких Кригсмарине. В ней в 1942—1944 году базировался линкор «Тирпиц». Сейчас здесь расположен «Музей линкора Тирпиц» (норв. Tirpitz Museum Alta).